# Johann Hartmann von Rosenbach

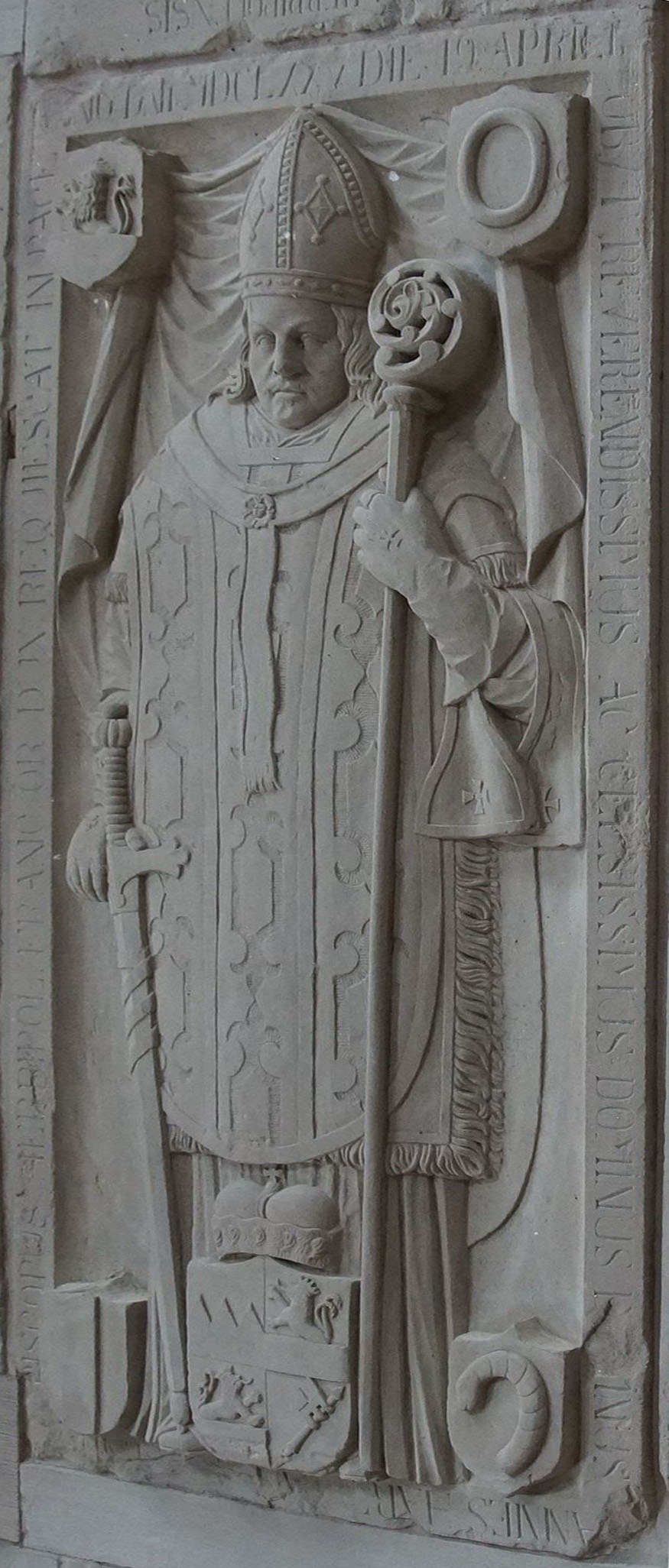
Festung Marienberg, Marienkirche

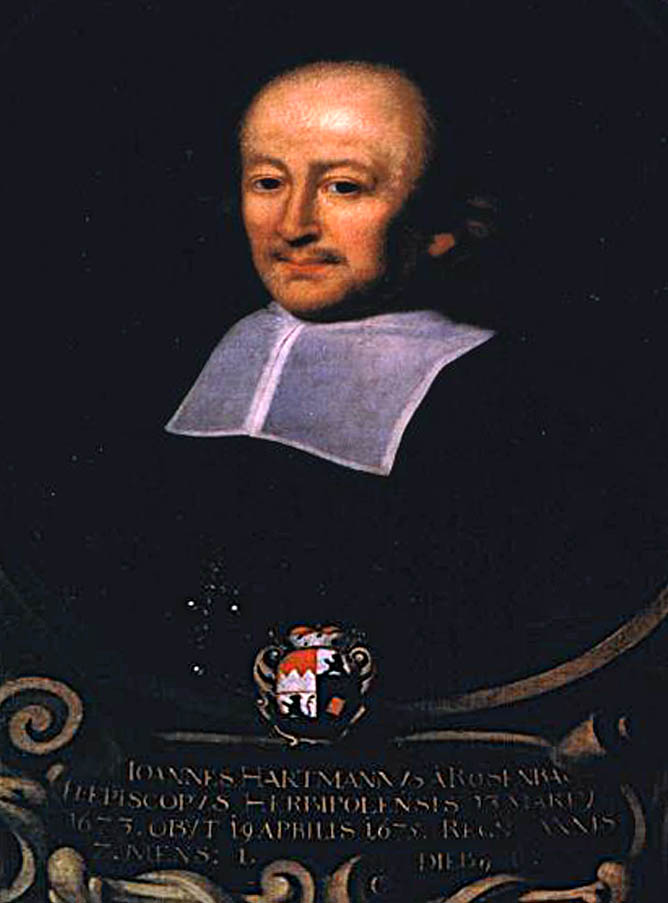
Johann Hartmann von Rosenbach

Johann Hartmann von Rosenbach (* 15. Dezember 1609; † 19. April 1675) war ein deutscher Geistlicher (Domherr). Von 1673 bis zu seinem Tod war er Fürstbischof des Hochstiftes Würzburg.

## Johann Hartmann von Rosenbach im Familienkontext
Johann Hartmann von Rosenbach war der älteste Sohn des Kurmainzer Oberamtmanns des Oberamtes Königstein, Johann Dietrich von Rosenbach (1581–1656) und dessen erster Frau Susanna Regina von Knöringen. Die Familie von Rosenbach ist ein mitteldeutsches Adelsgeschlecht. Ihren Ursprung hat diese Familie innerhalb der Herrschaft Breuberg. Im Hochstift Würzburg finden sich zahlreiche Namensträger im Domkapitel und in verwaltenden Positionen, Anfang des 17. Jahrhunderts auch im Johanniterorden. Die Familie starb 1806 aus.
Johann Hartmann von Rosenbach war zusammen mit zwei weiteren Berechtigten an der Ganerbschaft Lindheim beteiligt.

## Biografische Daten
Johann Hartmann von Rosenbach wurde Domherr in Würzburg. Zur Zeit der Wahl von Johann Hartmann von Rosenbach zum Fürstbischof war Clemens X. Papst und Leopold I. Kaiser. Johann Hartmann war nur wenige Jahre im Amt. In seiner Amtszeit fielen die Franzosen im Holländischen Krieg unter dem französischen General Henri de La Tour d’Auvergne, vicomte de Turenne ins Bistum ein, konnten aber, nachdem Turenne schon vor Ochsenfurt stand und den Taubergrund heraufgezogen war, im September 1673 von Raimondo Montecuccoli, der mit dem kaiserlichen Heer, das allerdings die umliegenden Dörfer wie Zell, Margetshöchheim, Erlabrunn, Oberleinach, Unterleinach, Greußenheim und Zellingen plünderte, dem Fürstbischof zu Hilfe kam, zurückgeschlagen werden. Im Rahmen dieses Krieges hatte der neugewählte Fürstbischof in Befürchtung einer Belagerung Würzburg zuvor in aller Eile den Festungsbau bis zum Rennweg vorangetrieben.

## Wappen
Das Wappen des Fürstbischofs ist geviert. Die Felder zwei und drei greifen das Familienwappen derer von Rosenbach auf. Der Wappenschild ist silbern-schwarz geteilt, oben wachsend ein schwarzer Löwe, rot gezungt, golden gekrönt. Das erste Feld enthält den Fränkischen Rechen für das Herzogtum Franken und das vierte Feld ein Rennfähnlein in Rot und Silber für das Bistum Würzburg.

## Sonstiges
In Würzburg ließ Johann Hartmann von Rosenbach die später von Jesuiten betriebene und danach bis 1884 als Gaststätte dienende Rosenmühle erbauen.